# Вундервальд, Густав
Густав Вундервальд (нем. Gustav Wunderwald; 1 января 1882, Кёльн — 24 июня 1945, Берлин) — немецкий художник и театральный декоратор, представитель новой предметности.

## Биография и творчество
Вундервальд учился живописи в кёльнской мастерской Вильгельма Куна в 1896-98 годах и затем год отработал в качестве оформителя в Готе. С 1912 года Вундервальд работал декоратором в Немецкой опере в Берлине. С 1915 по 1918 годы — во время Первой мировой войны — служил в армии. 
С 1919 года жил свободным художником в Шарлоттенбурге (Берлин). Сблизился со школой новой предметности. Основная тема живописи тех лет — городские ландшафты Берлина и его окрестностей. Не выставлялся с 1934 года с приходом нацистов к власти.